# San Jerónimo Palantla
San Jerónimo Palantla är en ort i Mexiko.   Den ligger i kommunen Chilapa de Álvarez och delstaten Guerrero, i den sydöstra delen av landet, 210 km söder om huvudstaden Mexico City. San Jerónimo Palantla ligger 1 852 meter över havet och antalet invånare är 566.
Terrängen runt San Jerónimo Palantla är huvudsakligen kuperad, men söderut är den bergig. Runt San Jerónimo Palantla är det ganska glesbefolkat, med 39 invånare per kvadratkilometer. Närmaste större samhälle är Chilapa de Alvarez, 11,9 km nordväst om San Jerónimo Palantla. I omgivningarna runt San Jerónimo Palantla växer huvudsakligen savannskog.